# Čechtín
Čechtín – gmina w Czechach, w powiecie Třebíč, w kraju Wysoczyna. 1 stycznia 2014 liczyła 304 mieszkańców.